# Jacob de Gassion
Jacob de Gassion (1578-1635) fou un escriptor i metge bearnès fill del Mariscal de França Joan de Gassion i president del Parlament de Navarra amb seu a Pau. És autor d'un sonet en bearnès adaptat de Pierre de Ronsard i musicat posteriorment pel cantant bearnès Marcèu Amont :
Quan lo printemps en rauba pingorlada

A hèit passar l'escossor deus grans hreds,

Lo cabiròu per bonds e garrimbets,

Sauteriqueja au mietan de la prada.

Au beth esguit de l'auba ensafranada

Prenent la fresca, au long deus arrivets,

Marilhà's va dens l'aiga argentada,

Puish suu tucòu he cent arricoquets...

Deus cans corrents cranh chic la clapiteja ;

E se tien sauv ... Mes, en tan qui holeja,

L'arquebusèr lo da lo còp mortau !

Atau viví sens tristessa ni mieja,

Quan un beth uelh m'anà har per enveja,

Au miei deu còr, bèra plaga lejau.